# KZ Bisingen

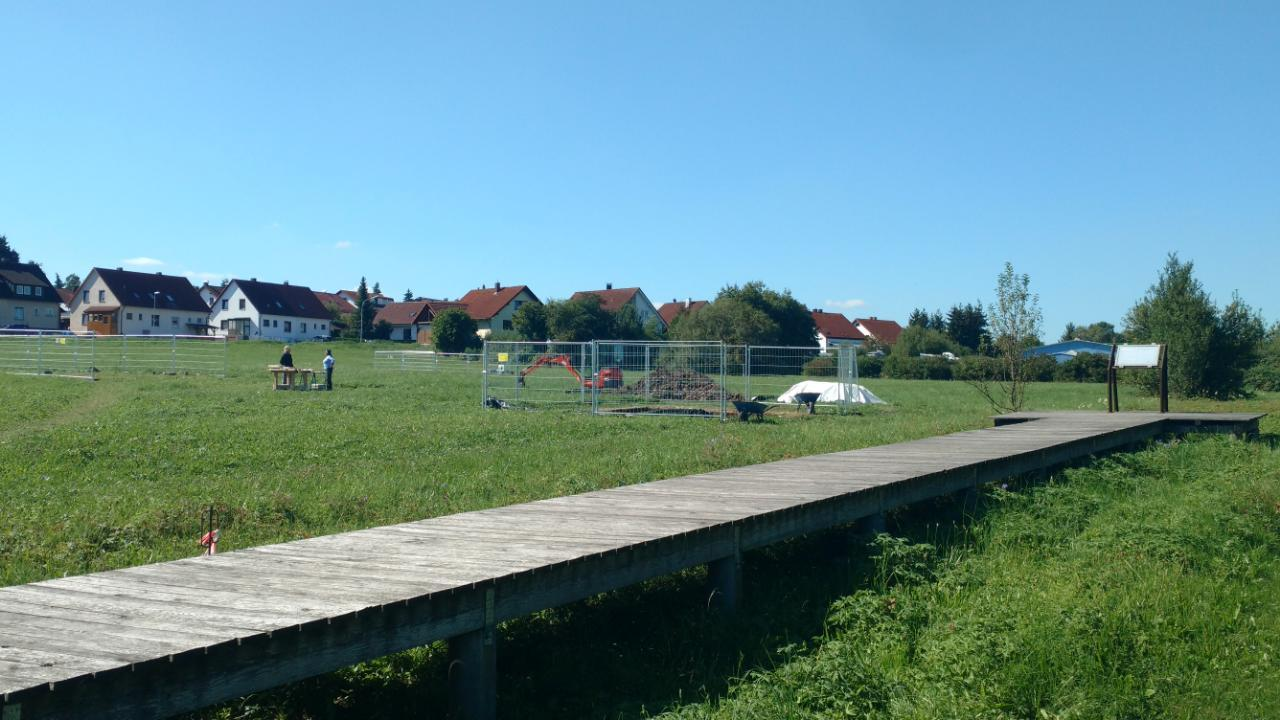
Archäologische Ausgrabungen auf dem KZ-Gelände, Gedenktafel (2019)

Das Konzentrationslager Bisingen, kurz KZ Bisingen, wurde 1944 als Außenlager des Konzentrationslagers Natzweiler-Struthof (als verwaltungsmäßigem Stammlager) zur Ölgewinnung aus Schiefer im Rahmen des Unternehmens Wüste aufgebaut. Es befand sich bei Bisingen im heutigen Zollernalbkreis.

## Geschichte

### Unternehmen Wüste
Die Kriegswirtschaft des nationalsozialistischen Regimes (vgl. Wirtschaft im nationalsozialistischen Deutschen Reich) brauchte 1944 dringend Öl, nachdem 1943 die Schlacht von Stalingrad und somit um die dortigen Ölfelder verloren war. Daher versuchte man, entlang der Zollernalbbahn sowie entlang der Bahnstrecke Balingen–Rottweil bei Bisingen, Dautmergen, Dormettingen, Erzingen, Frommern, Schömberg und Schörzingen zehn Ölschieferwerke aufzubauen. Ziel war es, im Rahmen des Mineralölsicherungsplans aus dem dort zu findenden Ölschiefer Öl zu gewinnen. Das Vorhaben scheiterte binnen kurzer Zeit; in lediglich vier der zehn Ölschieferwerke konnten überhaupt geringe Mengen gewonnen werden.
Aus insgesamt sieben Konzentrationslagern wurden dazu von der SS 15.000 Häftlinge auf Märsche nach Württemberg und Hohenzollern gezwungen. Bei dem Unternehmen Wüste starben mehr als 3.480 Menschen an Entkräftung oder wurden ermordet.

### Das KZ-Außenlager Bisingen

Abbruchkante des ehemaligen Ölschieferabbaugeländes im „Kuhloch“ auf dem Gebiet des ehemaligen KZ Bisingen (2022)

Insgesamt 4150 KZ-Häftlinge wurden nach Bisingen transportiert, darunter rund 1500 Juden. Sie kamen an folgenden Tagen in Bisingen an:
- 24. August 1944: 1000 polnische Häftlinge aus dem KZ Auschwitz
- 1. Oktober 1944: 1500 Häftlinge (Russen, Letten, Litauer, Esten) aus dem KZ Stutthof
- 30. Oktober 1944: 250 polnische Juden aus dem KZ-Außenlager Vaihingen
- 26. November 1944: 400 ungarische Juden aus dem KZ Dachau
- 7. März 1945: 1000 Häftlinge, davon 900 Juden, aus dem KZ Buchenwald

Die Häftlinge mussten auf einer kleinen Hochfläche das Ölschieferwerk und das dazugehörende KZ aufbauen.
Das Ölschieferwerk in Bisingen sollte nach dem Meilerverfahren betrieben werden. Dafür war zunächst eine Wasserleitung quer durch den Ort in das schwer zugängliche Abbaugelände zu legen. Der Ölschiefer wurde mit den Händen gebrochen und dann zu einem Haufen geschichtet, der unter minimaler Luftzufuhr gezündet wurde.

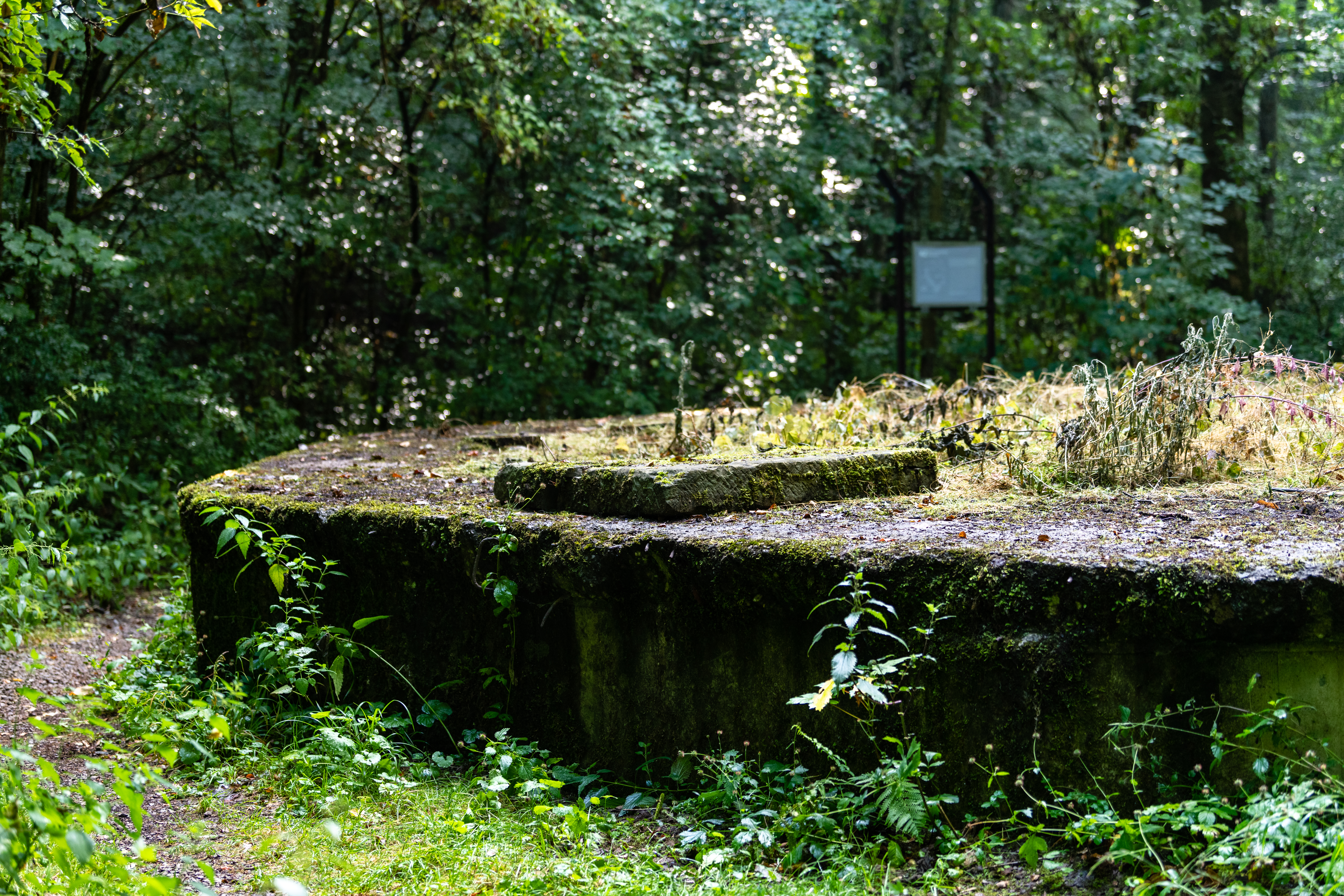
Ölbehälter des Werks 2 im KZ Bisingen (2022)

Der erste Meiler wurde am 23. Februar 1945 in Bisingen gezündet. Kurz vor Kriegsende konnte die geringe Menge gewonnenen Öls das Kriegsgeschehen nicht mehr beeinflussen. Die Sinnlosigkeit des Ölschieferabbaus beschreibt der Zeitzeuge Alfred Korn: „Da habe ich beobachtet, dass Hunderte von Häftlingen gearbeitet haben, damit alle fünf Minuten ein Tropfen kommt und dann fünf Minuten wieder nichts, und das war die Leistung des Ölschiefers Bisingen.“
Franz Johann Hofmann war SS-Kommandant des KZ Bisingen. Im Februar 1945 wurde er seines Postens enthoben und strafversetzt nach Guttenbach. Er wurde am 19. Dezember 1961 von einem Schwurgericht am Landgericht München II wegen Mordes in zwei Fällen zu lebenslangem Zuchthaus verurteilt. Im ersten Auschwitzprozess wurde er am 10. August 1965 vom Landgericht Frankfurt nochmals zu lebenslanger Haft im Zuchthaus verurteilt. Es gab auch ein Ermittlungsverfahren beim Schwurgericht Hechingen zu Tatvorwürfen im KZ Natzweiler. Hofmann starb im August 1973 in Strafhaft.
Zwischen Oktober 1944 und Februar 1945 war der Schweizer Johannes Pauli (1900–1969) stellvertretender Lagerführer in Bisingen. 1946 flüchtete Pauli in die Schweiz, wo er in Basel 1953 zu 12 Jahren Gefängnis verurteilt wurde.

### Das Bisinger Massengrab
Die unmenschlichen Bedingungen im Lager forderten vor allem im nassen Herbst und Winter 1944/45 viele Opfer. Die Häftlinge, die bis zu den Knien im Schlamm versanken, starben an Krankheiten, Schwäche, Hunger und Misshandlungen. Etliche wurden von SS-Männern erschossen oder erhängt.
Die ersten 29 Toten wurden im Krematorium in Reutlingen verbrannt, später mussten zwei Bisinger Männer die Leichen mit Pferdekarren zu einem Massengrab fahren, wo sie notdürftig verscharrt wurden. Mindestens 1187 Opfer forderte das KZ in Bisingen, davon liegen 1158 auf dem heutigen KZ-Friedhof begraben.
Im November 1946 ordnete die französische Besatzungsmacht an, die Toten des Bisinger Massengrabes zu exhumieren und einzeln in Särgen auf dem damals neu angelegten Friedhof zu beerdigen. Insassen des Reutlinger und des Balinger Kriegsverbrecherlagers mussten die Leichen ausgraben. Ehemalige NSDAP-Mitglieder aus allen Landkreisen des französisch besetzten Gebietes in Württemberg-Hohenzollern wurden nach Bisingen gebracht, um sich mit eigenen Augen von der Existenz des KZ Bisingen und den vielen Opfern zu überzeugen. Das freie Gelände, in dem das Massengrab lag, ist heute von einem Wald überwachsen.

## Gedenken

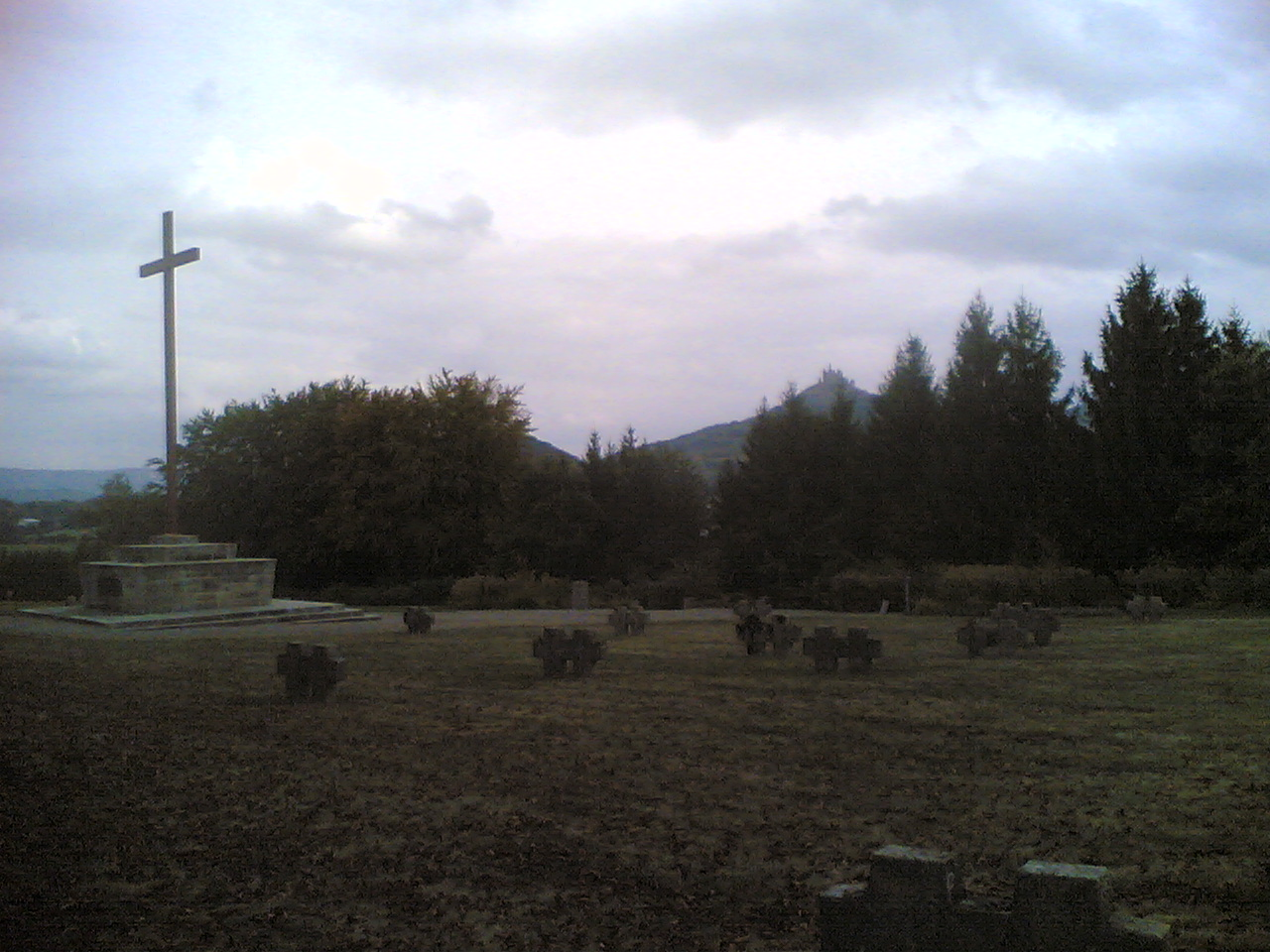
Ehrenfriedhof und Gedenkstätte bei Bisingen

Jahrzehntelang wurde in den umliegenden Ortschaften über das Geschehene geschwiegen. Heute erinnern ein KZ-Friedhof mit Mahnkreuz, ein Geschichtslehrpfad und die Dauerausstellung Mut zur Erinnerung – Mut zur Verantwortung an diesen Teil der Geschichte. Der Gedenkstättenverein KZ Bisingen e. V. ist Mitglied im Verbund der Gedenkstätten im ehemaligen KZ-Komplex Natzweiler (VGKN).